# هم‌باشی
هم‌باشی (انگلیسی: cohabitation) یا زندگی مشترک بدون ازدواج یا از دیدگاه برخی دیگر ازدواج سفید، وضعیتی است که زن و مرد با هم زندگی می‌کنند، رابطهٔ جنسی دارند و همچنین کارهای مربوط به خانواده بر دوش هر دو نفر است، ولی بسته به تعریف، از نظر قانون، عرف یا شرع زن و شوهر «رسمی» محسوب نمی‌شوند.
هم‌باشی با دیگر اشکال قانونی، شرعی و عرفی زندگی مشترک بدون ثبت رسمی از جمله ازدواج حقوق مشترک، نکاح معاطاتی، نکاح عرفی و ازدواج مدنی تفاوت دارد.

## تعاریف
برخی منابع «هم‌باشی» (cohabitation) را به معنای «ازدواج سفید» و برقراری رابطه جنسی بدون ثبت پیوند ازدواج در نظر گرفته‌اند.
ازدواج مدنی نوعی ازدواج است که در نهادهای دولتی مربوط یا سازمان‌های دینی ثبت نمی‌شود. امروزه براساس ازدواج مدنی، زن و مرد با هم زندگی می‌کنند و کارهای مربوط به خانواده بر دوش هر دو نفر است ولی از نظر قانون زن و شوهر «رسمی» محسوب نمی‌شوند.
بر اساس تعریف دیگر، هم‌باشی موقعی که دو فرد مجرد از دو جنس متفاوت قبل از ازدواج با هم زندگی می‌کنند، اتفاق می‌افتد. این برای افرادی است که، به تعهد اجتماعی و شخصی که ازدواج لازم دارد تمایل ندارند.
در تعریف دیگر، هم‌باشی نوعی از زندگی است که به زندگی زناشویی بدون ازدواج معروف است، که در آن دختر و پسر بدون ازدواج رسمی باهم زندگی می‌کنند. این پدیده یک شیوه جایگزین برای ازدواج است که در غرب با عنوان زندگی زناشویی بدون ازدواج (Cohabitation) نیز شناخته شده‌است
و در بیشتر کشورهای اروپایی و آمریکایی رواج دارد. بدین صورت که رابطه دختر و پسر بدون هیچ توافق مشخص و رسمی صورت می‌پذیرد.

## در نظام حقوقی

### ایران

#### ازدواج شرعی اما غیرقانونی
ازدواج‌های دائمی که طرفین پس از جاری شدن صیغه عقد برای ثبت آن در دفاتر ثبت اسناد رسمی اقدام نکنند به لحاظ شرعی، معتبر هستند اما قانونی نیستند و برای زوج مجازات در پی دارد. در ماده (۲۰) قانون حمایت از خانواده ۱۳۹۱ ثبت نکاح دائم در دفاتر اسناد رسمی ازدواج یا ازدواج و طلاق الزامی است و در ماده (۲۱) ثبت نکاح موقت در یکی از شرایط باردار شدن زوجه، توافق طرفین و شرط ضمن عقد الزامی است. با توجه به اینکه از یک سو عدم ثبت ازدواج موقت در ماده (۶۴۵) قانون مجازات اسلامی جرم انگاری نشده‌است و از سوی دیگر شرط تحقق رابطه نامشروع موضوع ماده (۶۳۷) این قانون، عدم علقه زوجیت بین زن و مرد است، در صورتی که دادگاه وجود علقه زوجیت را بر اساس اظهار طرفین برقرار بداند، ازدواج معتبر است و رابطه جنسی مشمول حکم رابطه نامشروع نخواهد بود.
ازدواج شرعی یک زن ایرانی با مرد بیگانه نیز غیرقانونی محسوب می‌شود و ضرورت دارد قبل از ازدواج به وزارت کشور مراجعه و مجوز لازم برای ثبت این ازدواج اخذ شود؛ تنها در این صورت است که زنی که با مرد بیگانه ازدواج کرده، پس از ازدواج از حقوق قانونی برخوردار خواهد بود و با معضل بدون شناسنامه ماندن فرزندانش مواجه نخواهد شد.

### در دیگر کشورها
ازدواج مدنی
نوعی ازدواج است که در نهادهای دولتی مربوط یا سازمان‌های دینی ثبت نمی‌شود. امروزه براساس ازدواج مدنی زن و مرد با هم زندگی می‌کنند و کارهای مربوط به خانواده بر دوش هر دو نفر است ولی از نظر قانون زن و شوهر رسمی محسوب نمی‌شوند.
بر اساس تعریف، زندگی زناشویی بدون ازدواج موقعی که دو فرد مجرد از دو جنس متفاوت قبل از ازدواج با هم زندگی می‌کنند، اتفاق می‌افتد. این برای افرادی است که، به تعهد اجتماعی و شخصی که ازدواج لازم دارد تمایل ندارند.
در تعریف دیگر، این نوعی از زندگی است که به زندگی زناشویی بدون ازدواج معروف است، که در آن دختر و پسر بدون ازدواج رسمی باهم زندگی می‌کنند.
یک شیوه جایگزین برای ازدواج که در غرب با عنوان زندگی زناشویی بدون ازدواج(Cohabitation) نیز شناخته شده‌است
که در بیشتر کشورهای اروپایی و آمریکایی رواج دارد.
در این رابطه دختر و پسر بدون هیچ توافق مشخص و رسمی وارد یک رابطه می‌شوند.

#### فنلاند
در فنلاند زندگی مشترک بدون ازدواج با زندگی مشترک همراه با ثبت رسمی ازدواج تفاوت‌هایی دارد که برخی از آن‌ها به‌شرح ذیل می‌باشند:
- دو نفری که بدون داشتن ازدواج رسمی با هم زندگی می‌کنند، وظیفه شرکت در تأمین مخارج زندگی همدیگر را ندارند.
- زوجین از همدیگر هیچ‌گونه دارایی را به ارث نمی‌برند.
- در رابطه مشترک بدون ازدواج رسمی، در صورت فوت یکی از زوجین به دیگری بازنشستگی افراد بیوه تعلق نمی‌گیرد.
- زوجینی که دارای ازدواج رسمی نیستند، نمی‌توانند نام خانوادگی همدیگر را داشته باشند.

## دیدگاه‌ها
در حال حاضر این نوع نگاه به روابط مرد و زن موافقان و مخالفان زیادی دارد و رواج زندگی زناشویی بدون ازدواج در کشوری با شاخصه‌های فرهنگی اسلامی، به عقیدهٔ برخی نگران کننده است.
فاصله میان رسیدن به بلوغ جنسی و تشکیل خانواده زوجینی، هر روز بیشتر می‌شود. به عنوان مثال اگر سن رسیدن به بلوغ جنسی و سن ازدواج را بر اساس آمارهای موجود به ترتیب ۱۳ و ۲۸ سال بگیریم، به یک شکاف ۱۵ ساله میان رسیدن به بلوغ جنسی و ازدواج خواهیم رسید. شیوع پدیده زندگی زناشویی بدون ازدواج نیز نتیجهٔ همین شکاف ۱۵ ساله است.
در زندگی زناشویی بدون ازدواج یکی از آسیب‌های جدی مربوط به نوع زندگی مخفیانه‌ای است که افراد مجبور خواهند بود از اجتماع و خانواده در پیش بگیرند این موضوع بار روانی زیادی را در بلند مدت بر دختر و پسر خواهد داشت.
آنهایی که دارای زندگی زناشویی بدون ازدواج هستند، اغلب این دشوار است که این افراد رازشان را حفظ کنند. آن‌ها مجبورند پشت سرهم دروغ بگویند تا حقیقت مشخص نشود.
جنبه منفی ازدواج مدنی بچه‌های مشترک هستند. البته بچه‌ها در این نوع زندگی می‌توانند باعث تقویت خانواده باشند، مهم نیست خانواده رسمی یا غیررسمی باشد. در عین حال کودکان حاصل از ازدواج سفید در جوامعی چون ایران بیشترین لطمه را خواهند خورد؛ زیرا این ازدواج در جایی ثبت نمی‌شود و سرنوشت آنان پس از تولد مشخص نیست و از حقوق اجتماعی مانند تحصیل و داشتن شناسنامه محروم شده و از والدین طبیعی خود ارثی نخواهند برد.
این افراد توجیه می‌کنند که هزینه ازدواج چه از لحاظ فردی و چه اجتماعی بسیار گسترده‌است و اگر یک زندگی رسمی آغاز شود امکان بازگشت به دوران مجردی بسیار سخت است.
جوان امروزین اکنون جز ازدواج و تشکیل خانواده، اهداف دیگری نیز در سر دارد و احتمال می‌دهد که مسئولیت‌های پس از ازدواج، میان او و رؤیاهایش فاصله بیندازد. فرد چنین گمان می‌کند که تعهدات زناشویی، بال‌های بلندپروازی او را کوتاه می‌کند و تلاش برای تأمین معیشت را جایگزینش خواهد کرد.
نیمی از زوج‌ها در غرب گزارش کرده‌اند که قبل از ازدواج با هم همخانه بوده‌اند.
کلیسای انگلیستان نیز برای اولین بار اعلام کرد زوج‌هایی که پیش از اینکه ازدواج کنند بچه دار شده‌اند برای ازدواج رسمی به کلیسا بیایند.
نیمی از زوج‌ها در غرب پیش از ازدواج هم‌خانه بودند اکنون، زندگی بدون ازدواج، به مرحله‌ای عادی در روند آشنایی دو فرد تبدیل شده‌است.
از نظر موافقان اولین مزیت این نوعی زندگی مشترک «عشق» است. از نظر آن‌ها وقتی عاشقان دیگر نمی‌توانند بدون یکدیگر زندگی کنند، اینجا ازدواج مدنی چارهٔ خوبی است لذا هر دو نفر آگاهانه تصمیم می‌گیرند تا با هم زندگی کنند نه اینکه یکی به خاطر خواستهٔ دیگری خودش را قربانی کند.
عامه نیز بر این عقیده‌اند که هم‌خانگی به عنوان یک دوره امتحان برای مشاهده اینکه آیا رابطه خوب عمل می‌کند یا نه، مفید است.
و هم‌خانگی به عنوان یک فرهنگ معرفی می‌شود.
دختر و پسر از ابتدا با هدف آشنایی و برقراری رابطه‌ای برای شناخت و با تکیه به این جمله که تا زیر یک سقف زندگی نکنیم شناختی پیدا نمی‌شود وارد رابطه هم‌خانگی می‌شوند.
اما با این وجود برخلاف باور عامه هم‌خانگی پیش از ازدواج نمی‌تواند دلیلی برای استحکام خانواده در آینده باشد. مطالعات روی آمارها نشان می‌دهد ازدواج‌هایی که زوج قبل از آن با هم دارای زندگی زناشویی بدون ازدواج بوده‌اند نسبت به ازدواج‌هایی که زوج چنین سابقه‌ای نداشته‌اند، بیش از ۵۰ درصد بیشتر با خطر طلاق مواجه است. و معمولاً کسانی که ازدواج‌های دوم و سوم را تجربه می‌کنند رابطه چندان خوشبخت‌تر و موفق‌تری را کسب نمی‌کنند.
امروزه هم‌خانگی شیوه‌ای برای جایگزینی ازدواج یا آغازی برای ازدواج در غرب شناخته شده‌است؛ البته با توجه به آمارها برای مثبت بودن کارایی هم‌خانگی، تردیدهای فراوانی وجود دارد. در تحقیقاتی که در غرب موجود است ثابت شده در زندگی‌های هم‌خانگی سوء استفاده طرفین بیشتر اتفاق می‌افتد
تحقیقات زیادی دریافته‌اند که حملات جسمی در بین زوج‌های دارای زندگی زناشویی بدون ازدواج، نسبت به زوج‌هایی ازدواج کرده‌اند بسیار رایج‌تر و شدیدتر است.
جامعه آمریکا افراد را ترغیب می‌کند تا بر حال متمرکز شوند و برای امروز زندگی کنند؛ اما ازدواج رسمی نشانه تأکید بر آینده است.
این احتمال وجود دارد که افزایش زندگی زناشویی بدون ازدواج دختران و پسران تهرانی در نهایت به یک فرهنگ تبدیل شود؛ هرچند این مسئله در فرهنگ ایرانی با مخالفت‌های فراوانی روبه‌رو است.
یکی از مسائلی که باید در زندگی زناشویی بدون ازدواج به آن توجه کرد این است که در این رابطه دختر و پسر بدون هیچ توافق مشخص و رسمی وارد یک رابطه می‌شوند. موضوعاتی همچون حمایت مالی والدین و احساس گناه در مورد عمل کردن، برخلاف آرزوهای آن‌ها نیز در زندگی این افراد وجود دارد. از دست دادن حمایت والدین یک ترس اساسی برای زوج‌های دارای زندگی زناشویی بدون ازدواج است. مسئلهٔ دیگر در رابطه با زندگی زناشویی بدون ازدواج اینست که، اگر بعد از چند ماه زندگی مشترک پسر دختر را رها کند و برود، این دختر شانس کمتری برای یک ازدواج مناسب خواهد داشت.

## فراگیری
امروزه، زندگی بدون ازدواج یکی از شیوه‌های رایج زندگی در غرب است. بیش از دوسوم زوج‌های آمریکایی پیش از ازدواج رسمی، مدتی را بدون ازدواج با یکدیگر زیر یک سقف می‌گذرانند. در سال ۱۹۹۴، حدود ۳/۷ میلیون زوج آمریکایی بدون ازدواج با یکدیگر زندگی می‌کردند و نزدیک به اواخر دهه ۱۹۹۰، حداقل ۵۰ تا ۶۰ درصد زوج‌ها حداقل پیش از ازدواج رسمی، مدتی را بدون ازدواج با یکدیگر می‌گذراندند. تحقیقات نشان می‌دهد هم‌خانگی در ۴۰ سال اخیر در کشورهای غربی ناگهان افزایش یافته‌است. بر اساس آمارهای سرشماری، تعداد زوج‌های هم‌خانه در سال ۱۹۶۰ در آمریکا، ۴۳۹ هزار نفر بود. در سال ۲۰۰۰، برآورد شده‌است که در حدود پنج میلیون و ۵۰۰ هزار نفر هم‌خانه هستند. نیمی از زوج‌هایی که سرانجام ازدواج می‌کنند گزارش کرده‌اند که قبل از ازدواج با هم همخانه بوده‌اند. از سال ۱۹۶۰ تا ۱۹۹۰ تولدهای این چنینی در آمریکا ۴۰۰٪ افزایش یافته‌است. در ابتدای قرن ۲۱ از هر دو کودک آمریکایی یکی در این نوع رابطه به دنیا می‌آید،
در آمریکا نسبت به سال‌های گذشته تعداد کودکان متولد شده از زوج‌های ازدواج نکرده، شش برابر شده، به طوری که تقریباً
امروزه ۳۳٪ نوزادان به مادران ازدواج نکرده تعلق دارند،
این در حالی است که تا پیش از ۱۹۷۰، زندگی بدون ازدواج در ایالات متحده غیرقانونی بود. طبق آمار آمریکا، تعداد زوج‌های ازدواج‌نکرده‌ای که با یکدیگر زندگی کرده‌اند، از ۱۹۶۰ تا ۲۰۰۰ ده برابر شد و اکنون، زندگی بدون ازدواج، به مرحله‌ای عادی در روند آشنایی دو فرد تبدیل شده‌است. مشکلات مالی، محک زدن رابطه، آشنایی بیشتر و عدم اعتقاد به ازدواج می‌توانند دلایل زندگی مشترک بدون ازدواج باشند. هزینه بالای اجاره یا خرید مسکن و عدم تناسب دخل و خرج که در دوران معاصر بسیار برجسته است، می‌تواند دلیلی عمده برای زندگی بدون ازدواج باشد.
هفت تا ۹ درصد از استرالیایی‌های بزرگسال در این دسته قرار می‌گیرند. یک میلیون و هفت صد هزار تن از زن و شوهرهای آمریکایی این سبک زندگی را انتخاب کرده‌اند و تعدادشان رو به افزایش است. در بریتانیا بیش از ده درصد کل زوج‌ها به این شیوه از زندگی مشترک روی آورده‌اند. نتایج یک مطالعه منتشر شده در سال ۲۰۱۰ در فرانسه نشان می‌دهد که تقریباً هشت درصد از افراد ۱۸ تا ۷۹ ساله، یعنی ۳، ۸ میلیون نفر، تصمیم گرفته‌اند با هم باشند ولی جدای از هم زندگی کنند. طبق آمار دیگر هم خانگی یک زن و مرد – بدون ازدواج رسمی – در دوره‌ای ۳۸ ساله از ۱۹۶۰ تا ۱۹۹۸ رشد ۱۰۰۰ درصدی داشته‌است.
در حدود ۴۰ درصد از زوج‌های هم‌خانه در آمریکا بدون آنکه به ازدواج برسند از هم جدا می‌شوند. نیمی از این افراد در طول زندگی چندین هم‌خانه داشته‌اند.

### در ایران
در دی‌ماه ۱۳۹۱، مرتضی طلایی، رئیس وقت کمیسیون فرهنگی و اجتماعی شورای شهر تهران در گفتگو با ایلنا، از افزایش زندگی مجردی دانشجویی در شهر تهران در محلات شمال شهر خبر داد. هنوز آمار رسمی در این بخش اعلام نشده‌است.

## افراد سرشناس
- ژرار آوری (کارگردان سینمای فرانسه) و میشل مورگان (بازیگر فرانسوی)
- تیم برتون (کارگردان) و هلنا بونهام کارتر (بازیگر سینما)
- ژان-پل سارتر (فیلسوف فرانسوی) و سیمون دو بووار (فمینیست فرانسوی)
- ژاک دوترون (خواننده) و فرانسواز اردی (خواننده)
- کریستینو رونالدو (بازیکن) و جورجیانا رودریگز (مدل)